# Lida (prénom)
Lida est un prénom féminin.

## Fête
- Le jour de la fête de l'apôtre Luc